# Décennie 1950 en arts plastiques
Chronologie des arts plastiques
Années 1940 - Années 1950 - Années 1960
Cet article concerne les années 1950 en arts plastiques.

## Événements
- 26 février 1952-15 mars 1952 : exposition  « Regard sur la peinture américaine » à la Galerie de France à Paris[1], avec Josef Albers, Willem de Kooning, Roberto Matta, William Baziotes, James Brooks, Robert Goodnough (en), Arshile Gorky, Adolph Gottlieb, Philip Guston, Hans Hofmann, Franz Kline, Loren MacIver (en), Robert Motherwell, Ad Reinhardt, Alfred Russell (en), Mark Tobey, Bradley W. Tomlin, Jack Tworkov (en), Esteban Vicente et Jackson Pollock.
- 1952 :
  - le théoricien et critique d'art Michel Tapié de Celeyran publie Un art autre, manifeste de l'« art informel »[2].
  - première exposition américaine de Georges Mathieu à la Stable Gallery à New York organisée par Alexandre Iolas. Il expose à la Kootz Gallery en 1954[3].
- 30 janvier-9 avril 1953 : « Rétrospective du cubisme » au Musée d'art moderne de la ville de Paris[4].
- 18 juin 1953 : Calouste Gulbenkian lègue sa collection à la ville de Lisbonne, future Fondation Gulbenkian à but charitable, artistique, éducatif et scientifique (status approuvés le 18 juillet 1956)[5].

- 27 mai 1954 : première exposition Jean Tinguely à la galerie Arnaud rue du Four à Paris[6].

- 6 -30 avril 1955 : exposition « Op art » « Le Mouvement » à la galerie Denise René à Paris ; Agam, Jacobsen, Vasarely, Soto. Vasarely publie Le manifeste jaune[7].
- 15 octobre 1955 : première exposition de tableaux monochromes d'Yves Klein au club des Solitaires à Paris[8].

- 2 février 1956 : Iris Clert ouvre sa première galerie de 20 mètres carrés rue des Beaux-Arts à Paris avec des peintres de l'École de Paris[9].
- Février 1956 : première exposition personnelle d’Arman Galerie du Haut-Pavé à Paris[10].

- 1956 : publication par Salvador Dalí de son opuscule Les cocus du vieil art moderne dans lequel, selon Alain Bosquet, « il entreprend de dire ses quatre vérités à l'art moderne »[11].

- 2 janvier 1957 : le peintre Yves Klein expose à la Galerie Apollinaire à Milan ses monochromes[12] au fascinant bleu lumineux breveté le 19 mai 1960 (IKB)[13].
- 3 février 1957 : ouverture de la galerie Leo Castelli à New York qui expose des représentants du « pop art »[14].
- 12 février-10 mars 1957 : exposition de Francis Bacon à la galerie Rive droite à Paris[15].

- 26 février 1958 : le mécène Oskar Reinhart (en) signe une convention avec la Confédération helvétique à qui il lègue sa collection de peinture restée au  Römerholz sa résidence de la ville de Winterthour[16].
- 28 avril 1958 : « La spécialisation de la sensibilité à l'état matière première en sensibilité picturale stabilisée », exposition d’Yves Klein dite « L'Exposition du Vide » ; l’espace de la galerie Iris Clert à Paris, simplement repeint en blanc, reste vide[17].

- 5 juin 1958 : Yves Klein organise dans l'appartement de l'île saint-Louis de Robert J. Godet sa première expérience en public de « pinceaux vivants ». Il utilise un modèle vivant nu comme pinceau[18].
- 9 juin 1958 : exposition « Mes étoiles, Concert pour sept peintures » de Tinguely à la galerie Iris Clert à Paris[19].
- 16 janvier 1959 : exposition « Jasper Johns » Galerie Rive Droite, premier « néo-dadaïste » a présenter ses toiles à Paris[20].

- 21 octobre 1959 : inauguration du Musée Guggenheim à New York, création de l'architecte Frank Lloyd Wright[21].

## Réalisations

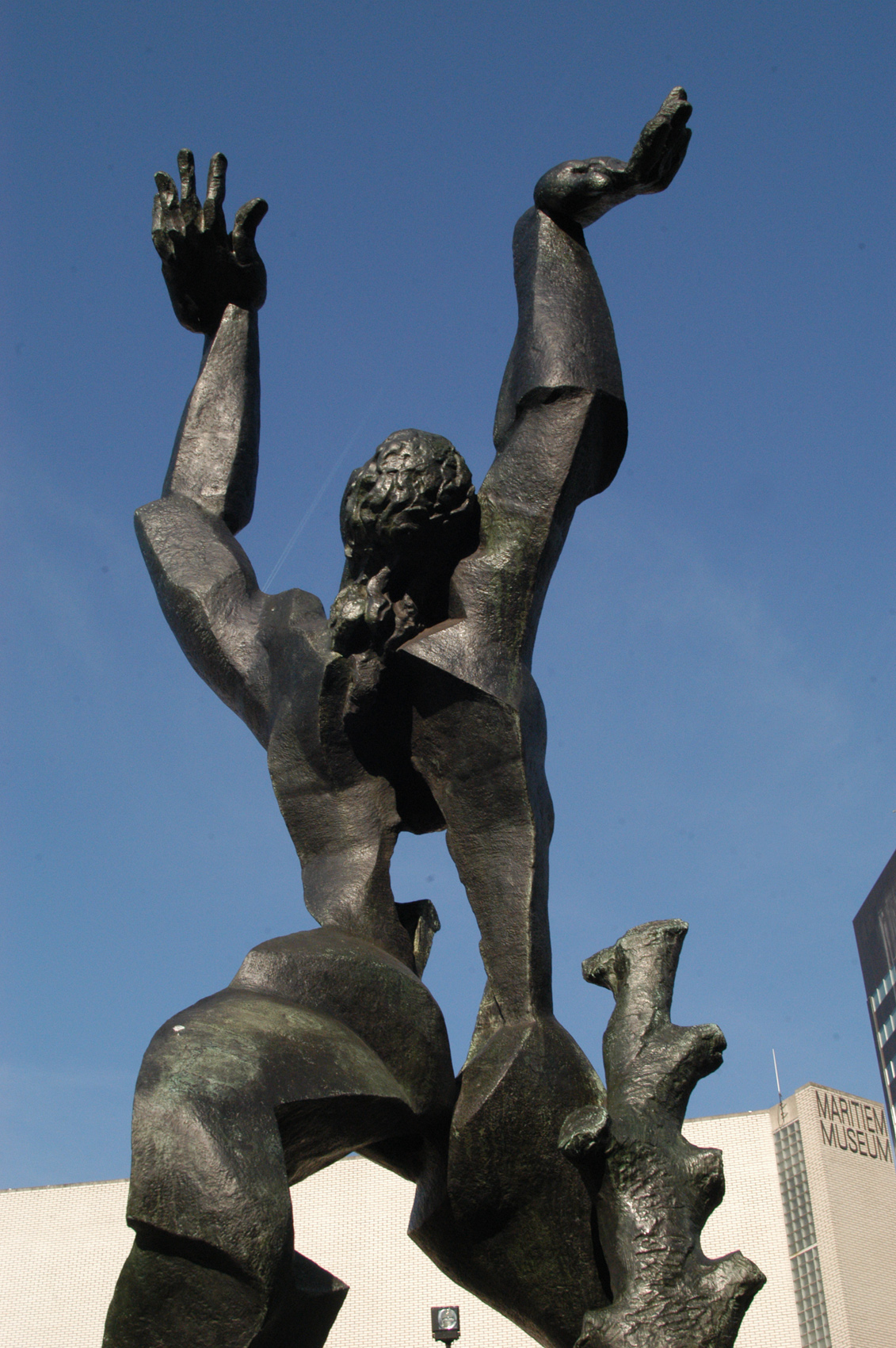
Monument à la Ville détruite de Rotterdam, du sculpteur Ossip Zadkine, installée le 15 mai 1953 à Rotterdam.

- 1953 : Étude d'après le portrait du pape Innocent X par Velázquez, du peintre britannique Francis Bacon, qui entre 1949 et 1971 réalise une série d'environ cinquante toiles sur le sujet.
- 1954 : César crée « Le Poisson »[22].
- 1956 : l'artiste Richard Hamilton réalise le collage Just what is it that makes today's homes so different, so appealing? (Qu'est ce qui peut bien rendre nos foyers d'aujourd'hui si différents, si séduisants?).
- 1957 : Silhouette au repos, sculpture en travertin de Henry Moore pour le bâtiment de l’UNESCO à Paris[23].